# Robert Suderberg
Robert Charles Suderberg (Spencer (Iowa), 28 januari 1936 – Williamstown (Massachusetts), 22 april 2013) was een Amerikaans componist, muziekpedagoog, dirigent en pianist.

## Biografie
Suderberg studeerde van 1953 tot 1957 compositie bij Paul Fetler aan de Universiteit van Minnesota in Minneapolis. Van 1957 tot 1960 studeerde hij compositie bij Richard Donovan aan de Yale School of Music in New Haven en van 1964 tot 1966 bij George Rochberg aan de Universiteit van Pennsylvania in Philadelphia.
Hij werkte als docent, professor en dirigent aan het Bryn Mawr College, Bryn Mawr, de Academy of Music, Philadelphia, de Universiteit van Pennsylvania in Philadelphia en de Universiteit van Washington in Seattle. Hij was in 1974 kanselier van de North Carolina School of the Arts. Van 1985 tot 2001, toen hij met pensioen ging, was hij professor aan het Williams College in Williamstown (Massachusetts), waar hij hoofd was van de muziekafdeling van 1986 tot 1995.
Als componist en als hoogleraar kreeg hij met talrijke prijzen en onderscheidingen, zoals twee keer het Guggenheim Fellowship.
Als dirigent en pianist was hij zeer actief, vooral in het uitvoeren van nieuwe muziek, speciaal in zijn ambt als codirecteur van de University of Washington Contemporary Group in de tijd van 1966 tot 1974.

## Stijl
Suderbergs vroege werken waren meestal in de seriële techniek – hij schreef zijn dissertatie over Arnold Schönberg – maar hij stopte met de aleatorische procedures aan het einde van de jaren 1960, een wissel naar de grote romantische en lyrische kant in zijn muziek. Zijn harmonische en melodische toonspraak werd in grote lijnen modaal en getint met Phrygische en Lydische elementen.

## Composities

### Werken voor orkest
- 1967 Chamber Music II, voor strijkorkest
- 1969 Orchestra Music I – Dramatic Movements, voor groot orkest
- 1970 Show, voor Kid en orkest
- 1973  Winds/Vents, voor orkest
- 1974 Concerto "Within the Mirror of Time", voor piano en orkest
- 1977 Concerto, voor solo slagwerk en orkest
- 1982/1989 Concerto, voor harp en orkest

### Werken voor harmonieorkest
- 1971 Concert Sets

### Cantates
- 1963 First Cantata "On the Revelation of St. John", voor sopraan en kamerorkest
- 1964 Second Cantata, voor tenor en kamerorkest

### Werken voor koren
- 1960 Concert Mass, voor gemengd koor, a capella
- 1965 Christmas Carol Settings, voor gemengd koor, voorzanger koperensemble en orgel
- 1997 Five Dong (On Native American Texts), voor kinderkoor

### Vocale muziek
- 1966 Choruses on Poems of Yeats, voor sopraan, tenor, gemengd koor en instrumentaal ensemble
- 1976 Chamber Music V "Stevenson", voor zanger, strijkkwartet en geluidsband
- 1978 Concerto: Voyage de nuit d'après Baudelaire, voor solo zangstem, solo instrumenten en kamerorkest
- 1991 Chamber Music IX (Breath and Circuses), voor zangstem, trombone en piano

### Kamermuziek
- 1967 Chamber Music I, voor viool en cello
- 1972 Chamber Music III (Night Set), voor trombone en piano
- 1980 Chamber Music VI (Three Movements), voor viool en contrabas
- 1984 Chamber Music VII – Ceremonies, voor trompet en piano
- 1988 Chamber Music VIII – Sonata, voor trompet en piano
- 1992 Chamber Music X Entertainment, sets voor koperkwintet
- 1993 Ceremonial Music, voor koperkwintet
- 1993 Fanfare for Bowdoin, voor koperkwintet
- 1998 Chamber Music XII: Concerto Passages – Virtuosic Solos and Passages, voor koperkwintet
- Strophes of the Night and Dawn (after Bandelaire) (Chamber Music XI)

### Werken voor piano
- 1962 Six Moments

### Werken voor slagwerk
- 1975 Chamber Music IV – Ritual Series, voor slagwerkensemble
  1. Waves
  2. Symmetries
  3. Lyrics

## Publicaties
- Robert C. Suderberg: Tonal Cohesion in Schoenberg's Twelve-tone Music, University of Pennsylvania (dissertatie), 1966.